# 우주산업

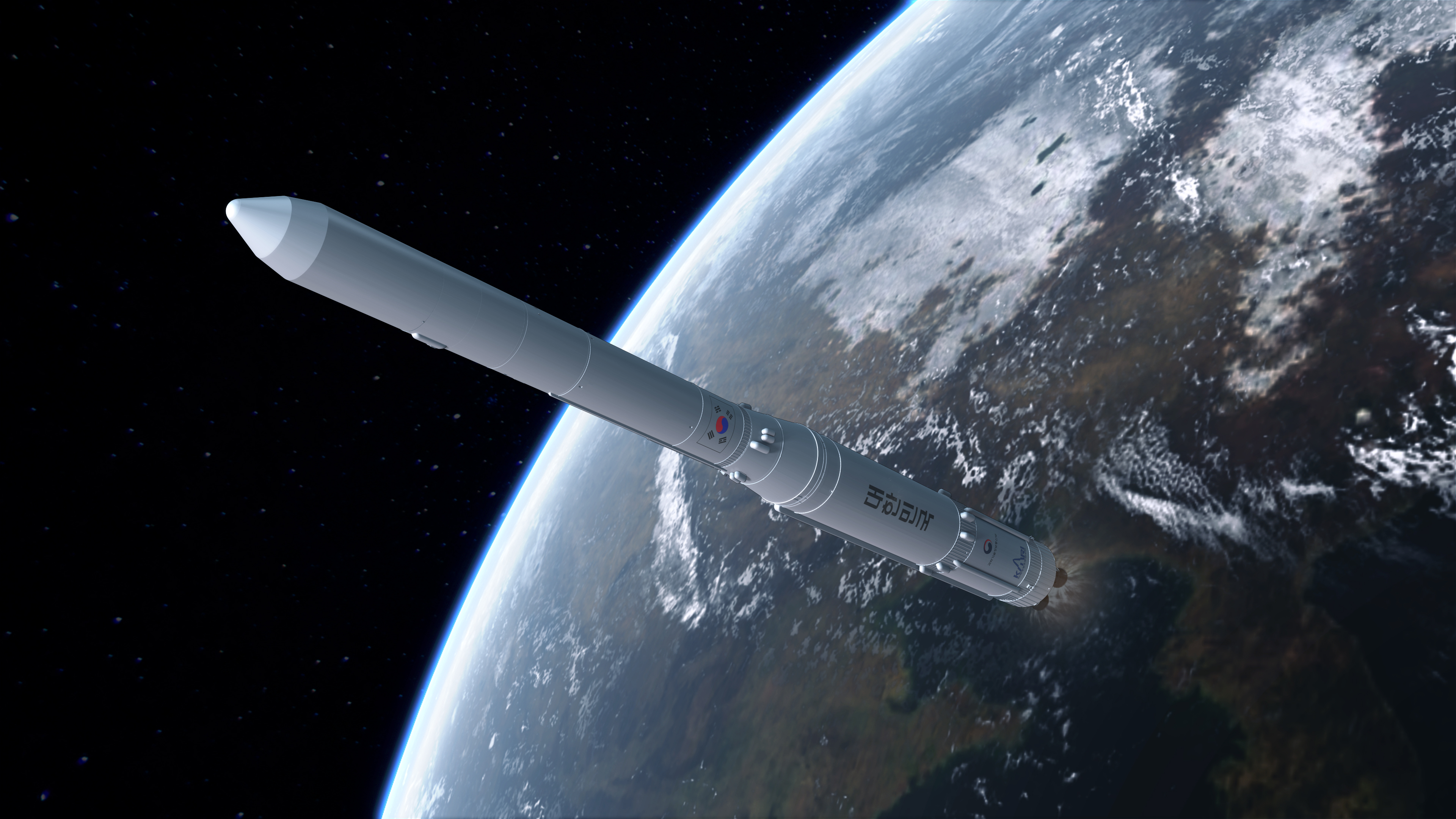
누리호(KSLV-II) 시험 발사

우주산업(宇宙産業, space industry)은 지구의 궤도를 넘어서는 제조 부품과 관련한 경제적 활동을 일컫는다.

## 개요
오래 전보다는 확실히 장래성에 대해 의구심을 갖게 된 세계의 우주산업은 모든 서유럽 사회를 통해 명백히 나타난 일반적인 불황에 직면하게 되었다. 근본적으로 이는 우주차량을 운영하는 사람들과 정부가 직면한 자금의 결핍 때문이다. 우주차량 운영자들은 주로 막대한 투자비용과 새로운 시설에 대한 이자 부담 때문에 특히 재정적으로 불운의 해를 맞았다. 그러한 주요 회사들 중 재정적인 문제에 심각히 직면한 회사는 록히드(Lockheed) 회사인데 그들은 Chetenne 헬리콥터 계획과 거대한 C-5A 수송기 제작의 난점으로 인하여 납품이 지연됨으로써 투자에 대한 부담이 늘고, 따라서 심각한 유동성의 문제를 안고 있는 것이다.
보잉과 맥도넬 더글러스 비행기 제조회사도 역시 미국 제트 회사들 가운데에서 디자인과 제트 요원들을 감원시킴으로써 우주산업기수요원들의 현저한 실업(失業)을 낳게한 회사들 중 하나이다. 영국에서는 록히드 트리스타(Lockheed TriStar, L-1011) 비행기의 RB 211엔진 개발을 위해 최초로 계획하였던 것보다 몇 배의 개발비가 소요됨으로 인하여 세계적으로 유명한 롤스 로이스(Roll Royce) 회사가 재정문제에 직면하였다.
영국의 다른 두 비행기 동체제조회사 즉 핸들리 페이지(Handly Page)와 비글 에어크래프트(Beagle Aircraft)가 회사의 정리단계에 있었다. 몇 개의 경우는 판매가 증가하기는 하지만 주요 미국 회사들의 순 이익은 현저 저하되었고 산업의 고용인 수는 연도 중 129만 5천에서 약 117만으로 감소되었다. 미국 정부의 지원금을 받게 된 새로운 국방 시설물은 175백만 달러의 F-15 전투폭격기 제작으로서 이는 맥도넬 더글러스 회사와 계약을 맺은 것이다.
그룸맨(Grumman) 회사는 9개의 모형의 제조를 포함한 F-14 전투기의 연구개발로 441백만 달러의 계약을 획득하였고 록히드는 C-5A 수송기 제작계획으로 872백만 달러(69년도 이월금 225백만 달러를 포함하여)의 계약, 그리고 제너럴 다이내믹스(General Dynamics)는 몇 번의 사고로 인하여 개발을 중지하라는 계속적인 압력에도 불구하고 추진 중에 있는 F-111 전투기 제작계획에 추가로 857백만 달러의 계약에 성공했다.
1770년 초에 미국의 비행기 제조산업은 86억 달러에 해당하는 1,234대의 민간 항공기 제작 주문을 받고 있었는데, 이 중 81억 달러에 해당하는 608대는 상업용 비행기였으며 나머지 626대의 거의 모두는 기업인들이 사용하기 위한 것이었다. 군수산업분야에 있어서 국제적인 합작은 계속 증가하고 있다. 가장 큰 미국 제조회사의 허가를 사용케 한 특히 새로운 것은 맥도넬 더글러스로서 이는 영국의 브리티시 훠커 시델리 해리어(British Hawker Sideley Harrier)에게 미국 해병대를 위해 생산을 하게 한 것이다. 
페란티와 노드롭 또한 허가서 협정을 맺음으로써 노드롭 회사가 미국 해리어를 위해 레이다 조정항행 및 공격 체제를 제작할 수 있도록 한 것으로, 이는 전체 항공분야에 있어서 국제적인 합작이 파급되고 있는 전형적인 예이다. 다른 면에서 1970년은 상업항공에 있어서 세 가지 발전을 가져온 해이다. 첫째로 보잉 747의 상업항로취항과 맥도넬 더글러스 DC-10 및 록히드 트리스타의 처녀비행이다. 이 새로운 세 비행기는 모두 일정하게 주어진 크기로서는 최대의 승객과 화물을 적재할 수 있기 때문에 항공산업에 있어서는 명백히 중요한 계기가 되는 새로운 모양의 넓은 동체를 가지고 있다.
두 번째의 발전은 미국과 유럽에서의 수평 및 수직 이착륙 정기항공기(V/STOL)에 대한 지대한 관심이다. 그리고 세번째는 미국 정부의 초대형 여객기(SST)에 대한 최종 단안의 지연이다. 그리하여 영국과 프랑스의 합작 콩코드가 70년 3월 2일 시험비행에 성공한 데 비하여 미국은 민간 SST를 완성하는 데 3년 내지 5년 낙후한 감이 있다.
보잉 747 여객기는 취항 이후 예상보다 높은 기술적 문제점이 발견되고 있다. 이 항공기의 프랫 앤드 휘트니(Pratt@Whitney) 엔진은 달걀 모양으로 변형되는 즉 원통형의 모양이 옆으로 신장되면서 고속 터빈 날개와 그를 둘러싼 용기 사이의 허용오차(許容誤差)를 감소시키는 현상을 수정하기 위해 개조되었다. 또한 시동과정(始動過程)과 정지과정(停止過程)에서 매우 조심스러운 통제가 필요하다는 것이 발견되었으며, 항공회사들은 매우 큰 지름을 가진 전면 날개를 부착시킴으로써 높은 측면 풍속률을 얻기 위해 고안된 것이 기대한 것만큼 효력을 내지 못한다는 것을 또한 발견하였다.
유럽에서는 두 가지의 공중버스 고안을 놓고 격렬한 논쟁이 계속되었다. 프랑스와 독일 정부는 그 당시 SNISA(세 회사를 합병함으로써 프랑스 국유의 항공기 동체제작회사로 탄)와 도니어(Dornier) 및 하우저 시들리 세 회사가 합작으로 만들게 될  A-300B 제작을 계속 지원하였다. 또한 영국 정부는 유럽 공동시장 가입 협상에서 파생된 정치적인 계기로 인해서 같은 항공기 제작에 참여할 것을 계속 종용받았다. 그러나 영국 항공기 제작회사는 쓰리 일레븐(Three-Eleven) 공중버스 제작에 매력을 느꼈다. 1969년 12월 영국 정부는 어느 계획도 지원하지 않겠다고 선언한 바 있다.
한편에선 지망노선에 V/STOL 항공기가 이점을 가지고 있다는 사실을 인식하게 되었으며, 따라서 서독 정부는 세 개의 항공기 제작회사에서 모든 엔진을 수입하여 제작한 다섯 개의 도안을 만들어 냄으로써 1969년 후반기에 경쟁을 시작하였고, 록히드 조지아는 서독의 어느 것보다 가벼운 100인승 여객기의 제작을 계획하고 있다고 하였으며, 영국의 하우커 시들리 역시 100인승 항공기 제작을 발표하였다. SNIAS-BAC 콩코드 SST 모형은 영국과 프랑스의 기지에서 시험비행을 하는 동안 도안이 성공적이었음을 보여주었다고 보도되었다. 두 항공기는 음속의 두 배로 비행하였고, 모두 엔진 인테이크(engine-intake) 수정을 했으며, 올림퍼스 593-3B 엔진에 적절하게 항행하였다. 콩코드와 거의 모양이 같은 소련의 Tu-114는 철저한 시험비행을 하였으며 결과로서는 1972년 중의 취항을 시사하였다.

## 생산 대상
생산제품의 대상은 크게 나누어 3가지로 볼 수 있다.
1. 로켓 ― 비이클이라고도 하는데, 로켓 그 자체는 하등의 미션을 전달하는 것이 아니고 그 미션을 전하기 위한 한 수단으로서 사용된다.
2. 지상설비 ― 지상시스템은 그라운드 서포트 시스템(ground support system)이라 하며 지상에서 쏘아올리는 데 필요한 모든 시스템은 일체 여기에 포함된다. 이것은 유엔의 원조하의 유네스코 안에 있는 COSPAR(Committe on Space Research：국제우주공간연구위원회)의 로켓발사장에 관한 매뉴얼이 참고가 된다. 때때로 우주산업의 비전문가는 로켓 그 자체에만 주의를 돌리고 지상시스템을 잊기 쉬운데, 실제로 전체의 경비를 통산하면 그라운드서포트 시스템이 나는 로켓보다는 그 10배(培)의 금액이 든다. 이것은 항공산업의 경우도 같으며, 항공기 그 자체의 생산 및 구입보다는 새로운 공항(空港)을 하나 만드는 편이 훨씬 큰 사업이라는 점을 생각한다면 이해할 수 있는 일이다. 이 지상 시스템 속에는 인공위성 및 로켓을 추적하는 레이더 또는 정도를 교환하는 텔레미터 스테이션 외에도 방대한 시스템으로서 수송시스템 등이 있다. 즉 로켓의 연료, 기타 지상발사장에 필요한 부품을 수송하는 시스템이다. 특히 로켓 발사장은 인가(人家)에서 멀리 떨어진 곳에 설치하는 일이 많아 수송시스템은 매우 중요한 지상의 구조물이 된다.
3. 시스템 산업 ― 로켓은 로켓 본체, 기계적인 부분 및 전자공학 부분의 3가지로 분류된다, 전체의 경비 배분(配分)으로 보면 오늘날 기계적 부분, 로켓 본체의 부분은 재료 및 제조비 전부를 넣어도 전체 비율의 30%이며, 나머지 70%는 탑재(塔載)하는 계측기류(計測機類) 및 전자공학 부분에 투입된다고 볼 수 있다. 로켓에 탑재되는 전자공학은 특히 소형 경량인 것이 바람직하다. 이 까닭은 인공위성의 중량이 1kg 가벼워지면 발사용 로켓은 1톤이 가벼워져서 경제적인 경비의 경감이 예상되기 때문이다. 그러므로 직접회로(IC)는 우주산업 중에서 나타난 대표적인 전자공학이다. 이 시스템에 대해서 우주산업은 극히 많은 수의 전용분야와 다수의 부품의 콤포지트이며, 집합체이다. 기업으로 말한다면 오늘날의 소위 컨글로머리트라는 것이 상품의 부품 집합형으로 나타난다고 볼 수 있다. 시스템산업은 우주산업에서 육성되었고, 또 다른 산업에 적용되어 널리 응용된다는 점을 생각해도 우주산업 중에서 시스템산업이 점하는 중요성을 알 수 있다.

## 주요국의 예산
| 국가     | 예산                  | 회계연도 | 주요 기구                                          | 비고  |
| -------- | --------------------- | -------- | -------------------------------------------------- | ----- |
| 미국     | 695억 달러 (97조 원)  | 2022년   | 미국 항공우주국(NASA)                              | [ 3 ] |
| 중국     | 161억 달러 (22조 원)  | 2022년   | 중국 국가항천국(CNSA) 중국 유인우주국(CMSA)        | [ 3 ] |
| 러시아   | 37억 달러 (5조 원)    | 2022년   | 로스코스모스                                       | [ 3 ] |
| 일본     | 31억 달러 (4조 원)    | 2022년   | 일본 우주항공연구개발기구(JAXA)                    | [ 3 ] |
| 대한민국 | 7억 달러 (9,923억 원) | 2024년   | 한국항공우주연구원(KARI) 대한민국 우주항공청(KASA) | [ 4 ] |

## 같이 보기
- 우주법